# Post-Telekom-Sportverein 1925 Aachen 2023-2024 (pallavolo femminile)
Questa voce raccoglie le informazioni riguardanti il Post-Telekom-Sportverein 1925 Aachen nelle competizioni ufficiali della stagione 2023-2024.

## Stagione
Il Post-Telekom-Sportverein 1925 Aachen partecipa alla stagione 2023-24 con la denominazione sponsorizzata Ladies in Black Aachen.
Partecipa alla 1. Bundesliga ottenendo il nono posto in regular season: si conferma al nono posto anche dopo il turno intermedio. In Coppa di Germania invece viene eliminato ai quarti di finale dal MTV Stoccarda.

## Organigramma societario
Area direttiva
- Presidente: Hans-Peter Lipka

Area tecnica
- Allenatore: Mareike Hindriksen
- Allenatore in seconda: Felix Jülicher
- Assistente allenatore: Johannes Quandel
- Scoutman: Christian Mohr

Area sanitaria
- Medico: Michael Neuß
- Fisioterapista: Stefan Braunsdorf, Annika Lentzen

## Rosa
| N° | Nome                | Ruolo | Data di nascita  | Nazionalità sportiva |
| -- | ------------------- | ----- | ---------------- | -------------------- |
| 1  | Fleur Meinders      | P     | 13 agosto 2001   | Paesi Bassi          |
| 2  | Luisa Keller        | S     | 25 agosto 2001   | Germania             |
| 3  | Lara Davidovic      | O     | 13 dicembre 1997 | Francia              |
| 4  | Jolijn de Haan      | S     | 3 ottobre 2002   | Paesi Bassi          |
| 5  | Gabrielle Goddard   | C     | 1º ottobre 2000  | Stati Uniti          |
| 6  | Nicole van de Vosse | O     | 16 giugno 2004   | Paesi Bassi          |
| 9  | Celine Van Gestel   | S     | 7 novembre 1997  | Belgio               |
| 11 | Květa Grabovská     | P     | 29 maggio 2002   | Rep. Ceca            |
| 12 | Wiebke Silge        | C     | 16 luglio 1996   | Germania             |
| 13 | Annie Cesar         | L     | 26 aprile 1997   | Germania             |
| 14 | Helena Dornheim     | S     | 23 marzo 2004    | Germania             |
| 15 | Sophia Fallah       | C     | 23 novembre 2004 | Germania             |

## Mercato
| Acquisti | Acquisti            | Acquisti      | Acquisti   |
| R.       | Nome                | da            | Modalità   |
| -------- | ------------------- | ------------- | ---------- |
| S        | Jolijn de Haan      | Sliedrecht    | definitivo |
| C        | Sophia Fallah       | Ostbevern     | definitivo |
| C        | Gabrielle Goddard   | San Diego     | definitivo |
| P        | Květa Grabovská     | Dresdner      | definitivo |
| S        | Luisa Keller        | MTV Stoccarda | definitivo |
| O        | Nicole van de Vosse | Zwolle        | definitivo |
| S        | Celine Van Gestel   | Firenze       | definitivo |

| Cessioni | Cessioni            | Cessioni     | Cessioni   |
| R.       | Nome                | a            | Modalità   |
| -------- | ------------------- | ------------ | ---------- |
| S        | Viktoria Dörschug   | Köln         | definitivo |
| P        | Ashley Evans        | CSM Bucarest | definitivo |
| S        | Hillary Howe        | Radomka      | definitivo |
| C        | Hanna Kalinoŭskaja  | Bodrum       | definitivo |
| S        | Jana Franziska Poll | Emlichheim   | definitivo |
| O        | Lydia Stemmler      | Neuwied      | definitivo |
| C        | Layne Van Buskirk   | Vegas Thrill | definitivo |
| S        | Lena Vedder         | -            | ritirata   |

## Risultati

### 1. Bundesliga

#### Girone di andata
| 1ª giornata - 7 ottobre 2023 Sporthalle Neuköllner Straße, Aquisgrana   | PTSV Aachen | 0 - 3 | Schweriner    | 17-25, 23-25, 18-25        |
| 2ª giornata - 11 ottobre 2023 MBS Arena Potsdam, Potsdam                | Potsdam     | 3 - 0 | PTSV Aachen   | 25-12, 25-14, 25-8         |
| 3ª giornata - 21 ottobre 2023 Sporthalle Neuköllner Straße, Aquisgrana  | PTSV Aachen | 0 - 3 | Wiesbaden     | 24-26, 21-25, 23-25        |
| 4ª giornata - 28 ottobre 2023 Sporthalle Berg Fidel, Münster            | Münster     | 3 - 0 | PTSV Aachen   | 25-9, 25-19, 25-21         |
| 5ª giornata - 11 novembre 2023 Sporthalle Neuköllner Straße, Aquisgrana | PTSV Aachen | 1 - 3 | Vilsbiburg    | 25-22, 23-25, 14-25, 23-25 |
| 6ª giornata - 18 novembre 2023 Sporthalle Wolfsgrube, Suhl              | Suhl        | 3 - 0 | PTSV Aachen   | 25-19, 25-23, 25-17        |
| 7ª giornata - 25 novembre 2023 Sporthalle Neuköllner Straße, Aquisgrana | PTSV Aachen | 1 - 3 | MTV Stoccarda | 16-25, 25-23, 21-25, 17-25 |
| 8ª giornata - 2 dicembre 2023 Margon Arena, Dresda                      | Dresdner    | 3 - 1 | PTSV Aachen   | 22-25, 25-19, 25-22, 25-15 |
| 9ª giornata - 9 dicembre 2023 Sporthalle Neuköllner Straße, Aquisgrana  | PTSV Aachen | 3 - 0 | Neuwied       | 25-14, 25-12, 25-19        |

#### Girone di ritorno
| 10ª giornata - 16 dicembre 2023 ARENA Schwerin, Schwerin                   | Schweriner    | 3 - 0 | PTSV Aachen | 25-18, 31-29, 25-22               |
| 11ª giornata - 23 dicembre 2023 Sporthalle Neuköllner Straße, Aquisgrana   | PTSV Aachen   | 3 - 2 | Potsdam     | 25-22, 25-22, 16-25, 20-25, 15-13 |
| 12ª giornata - 30 dicembre 2023 Platz der Deutschen Einheit, Wiesbaden     | Wiesbaden     | 3 - 0 | PTSV Aachen | 25-17, 25-15, 25-13               |
| 13ª giornata - 17 gennaio 2024 Sporthalle Neuköllner Straße, Aquisgrana    | PTSV Aachen   | 3 - 1 | Münster     | 25-19, 32-30, 23-25, 25-16        |
| 14ª giornata - 13 gennaio 2024 Ballsporthalle, Vilsbiburg                  | Vilsbiburg    | 2 - 3 | PTSV Aachen | 25-13, 18-25, 25-20, 21-25, 13-15 |
| 15ª giornata - 20 gennaio 2024 Sporthalle Neuköllner Straße, Aquisgrana    | PTSV Aachen   | 2 - 3 | Suhl        | 25-17, 17-25, 19-25, 25-18, 10-15 |
| 16ª giornata - 24 gennaio 2024 SCHARRena, Stoccarda                        | MTV Stoccarda | 3 - 0 | PTSV Aachen | 25-12, 25-19, 25-20               |
| 17ª giornata - 27 gennaio 2024 Sporthalle Neuköllner Straße, Aquisgrana    | PTSV Aachen   | 3 - 2 | Dresdner    | 26-24, 13-25, 24-26, 25-18, 15-10 |
| 18ª giornata - 4 gennaio 2024 Sporthalle des Rhein-Wied-Gymnasium, Neuwied | Neuwied       | 0 - 3 | PTSV Aachen | 20-25, 19-25, 14-25               |

#### Turno intermedio - Gruppo B (6-9)
| 1ª giornata - 10 febbraio 2024 Ballsporthalle, Vilsbiburg               | Vilsbiburg  | 3 - 1 | PTSV Aachen | 26-28, 25-16, 25-15, 25-22        |
| 2ª giornata - 14 febbraio 2024 Sporthalle Neuköllner Straße, Aquisgrana | PTSV Aachen | 1 - 3 | Münster     | 23-25, 21-25, 25-17, 24-26        |
| 3ª giornata - 17 febbraio 2024 Platz der Deutschen Einheit, Wiesbaden   | Wiesbaden   | 2 - 3 | PTSV Aachen | 25-16, 28-26, 23-25, 19-25, 14-16 |
| 4ª giornata - 24 febbraio 2024 Sporthalle Neuköllner Straße, Aquisgrana | PTSV Aachen | 3 - 0 | Vilsbiburg  | 28-26, 25-19, 25-17               |
| 5ª giornata - 10 marzo 2024 Sporthalle Berg Fidel, Münster              | Münster     | 3 - 1 | PTSV Aachen | 25-20, 25-27, 25-21, 25-20        |
| 6ª giornata - 16 marzo 2024 Sporthalle Neuköllner Straße, Aquisgrana    | PTSV Aachen | 1 - 3 | Wiesbaden   | 18-25, 25-21, 22-25, 20-25        |

### Coppa di Germania
| Ottavi di finale - 4 novembre 2023 Sporthalle Höll-Ost, Dingolfing           | Dingolfing  | 0 - 3 | PTSV Aachen   | 14-25, 20-25, 7-25         |
| Quarti di finale - 22 novembre 2023 Sporthalle Neuköllner Straße, Aquisgrana | PTSV Aachen | 1 - 3 | MTV Stoccarda | 25-22, 16-25, 18-25, 15-25 |

## Statistiche

### Statistiche di squadra
| Competizione      | Punti | In casa | In casa | In casa | In trasferta | In trasferta | In trasferta | Totale | Totale | Totale |
| Competizione      | Punti | G       | V       | P       | G            | V            | P            | G      | V      | P      |
| ----------------- | ----- | ------- | ------- | ------- | ------------ | ------------ | ------------ | ------ | ------ | ------ |
| 1. Bundesliga     | 16/5  | 12      | 5       | 7       | 12           | 3            | 9            | 24     | 8      | 16     |
| Coppa di Germania | -     | 1       | 0       | 1       | 1            | 1            | 0            | 2      | 1      | 1      |
| Totale            | -     | 13      | 5       | 8       | 13           | 4            | 9            | 26     | 9      | 17     |

G = partite giocate; V = partite vinte; P = partite perse

### Statistiche dei giocatori
| Giocatrice      | 1. Bundesliga | 1. Bundesliga | 1. Bundesliga | 1. Bundesliga | 1. Bundesliga | Coppa di Germania | Coppa di Germania | Coppa di Germania | Coppa di Germania | Coppa di Germania | Totale | Totale | Totale | Totale | Totale |
| Giocatrice      | P             | PT            | AV            | MV            | BV            | P                 | PT                | AV                | MV                | BV                | P      | PT     | AV     | MV     | BV     |
| --------------- | ------------- | ------------- | ------------- | ------------- | ------------- | ----------------- | ----------------- | ----------------- | ----------------- | ----------------- | ------ | ------ | ------ | ------ | ------ |
| A. Cesar        | 24            | 0             | 0             | 0             | 0             | 1                 | 0                 | 0                 | 0                 | 0                 | 25     | 0      | 0      | 0      | 0      |
| L. Davidovic    | 24            | 254           | 224           | 13            | 17            | 1                 | 14                | 13                | 0                 | 1                 | 25     | 268    | 237    | 13     | 18     |
| J. de Haan      | 22            | 163           | 138           | 19            | 6             | 1                 | 11                | 10                | 0                 | 1                 | 23     | 174    | 148    | 19     | 7      |
| H. Dornheim     | 10            | 17            | 16            | 1             | 0             | 0                 | 0                 | 0                 | 0                 | 0                 | 10     | 17     | 16     | 1      | 0      |
| S. Fallah       | 7             | 7             | 5             | 1             | 1             | 0                 | 0                 | 0                 | 0                 | 0                 | 7      | 7      | 5      | 1      | 1      |
| G. Goddard      | 24            | 220           | 142           | 66            | 12            | 1                 | 8                 | 5                 | 3                 | 0                 | 25     | 228    | 147    | 69     | 12     |
| K. Grabovská    | 21            | 15            | 4             | 3             | 8             | 1                 | 0                 | 0                 | 0                 | 0                 | 22     | 15     | 4      | 3      | 8      |
| L. Keller       | 23            | 98            | 75            | 8             | 15            | 1                 | 1                 | 1                 | 0                 | 0                 | 24     | 99     | 76     | 8      | 15     |
| F. Meinders     | 24            | 41            | 8             | 11            | 22            | 1                 | 1                 | 1                 | 0                 | 0                 | 25     | 42     | 9      | 11     | 22     |
| W. Silge        | 24            | 190           | 127           | 35            | 28            | 1                 | 5                 | 4                 | 1                 | 0                 | 25     | 195    | 131    | 36     | 28     |
| N. van de Vosse | 21            | 148           | 133           | 10            | 5             | 1                 | 6                 | 6                 | 0                 | 0                 | 22     | 154    | 139    | 10     | 5      |
| C. Van Gestel   | 24            | 223           | 179           | 21            | 23            | 1                 | 15                | 12                | 1                 | 2                 | 25     | 238    | 191    | 22     | 25     |

P = presenze; PT = punti totali; AV = attacchi vincenti; MV = muri vincenti; BV = battute vincenti